# II. Szobekhotep
Szobekhotep (trónneve Haanhré; mai számozása II. Szobekhotep vagy IV. Szobekhotep, régebbi szakirodalomban I. Szobekhotep) ókori egyiptomi fáraó volt a XIII. dinasztia idején. Kim Ryholt és Darrell Baker kronológiája szerint a dinasztia 13. fáraója, aki rövid ideig uralkodott i. e. 1735 körül. Jürgen von Beckerath ezzel szemben a dinasztia 16. fáraójának tartja.

## Említései
Szobekhotep a karnaki királylistán Haanhréként szerepel. A 6. oszlop 15. sorában a Szobek[hote]pré név is szerepel, ami I. Szobekhotep neve lehet, de ez nem biztos, és I. Szobekhotep helye a dinasztián belül vitatott. Szobekhotep korabeli említései közé tartoznak egy egykor Abüdoszban állt kápolna domborművei, valamint egy oszlop feliratának töredéke. A Haankhré Szobekhotep felirat megjelenik egy gránit szobortalapzaton is, amely egykor az Amherst-gyűjtemény részét képezte, 1982 óta pedig a British Museumban található (BM 69497). Szobekhotep valószínűleg csak rövid ideig uralkodott, legalább három, legfeljebb négy és fél évig.

## Személyazonossága
Ryholt szerint lehetséges, hogy I. Szobekhotep azonos II. Szobekhoteppel, akit a torinói királylista csak Szobekhotepként említ. Mások, köztük Aidan Dodson két különböző uralkodónak tartják Haanhré Szobekhotepet és Szehemré Hutaui Szobekhotepet, Bierbriernél pedig Haanhré viseli az I. Szobekhotep és Szehemré Hutaui a II. Szobekhotep számot. Simon Connor és Julien Siesse stilisztikai szempontból vizsgálták az uralkodó műemlékeit, és úgy találták, sokkal később uralkodhatott, a ma IV. Szobekhotepként ismert uralkodó után (aki így valójában III. Szobekhotep).

## Név, titulatúra
A fáraók titulatúrájának magyarázatát és történetét lásd az Ötelemű titulatúra szócikkben.
| G5 |

| G5 |

| F36 | N18 · N18 · N23 · N23 |

| F36 | N18 · N18 · N23 · N23 |

| F36 | N18 · N18 · N23 · N23 |

| F36 | N18 · N18 · N23 · N23 |

| G5 |

| G5 |

| F36 | N18 · N18 · N23 · N23 |

| F36 | N18 · N18 · N23 · N23 |

| F36 | N18 · N18 · N23 · N23 |

| F36 | N18 · N18 · N23 · N23 |

| G16 |

| G16 |

| R11 | R11 | N28 · D36 · Z2 |

| R11 | R11 | N28 · D36 · Z2 |

| G16 |

| G16 |

| R11 | R11 | N28 · D36 · Z2 |

| R11 | R11 | N28 · D36 · Z2 |

| G8 |

| G8 |

| D28 · Z2 | R8A |

| D28 · Z2 | R8A |

| G8 |

| G8 |

| D28 · Z2 | R8A |

| D28 · Z2 | R8A |

| M23 | L2 |

| M23 | L2 |

| N5 | N28 | S34 |

| N5 | N28 | S34 |

| N5 | N28 | S34 |

| N5 | N28 | S34 |

| N5 | N28 | S34 |

| N5 | N28 | S34 |

| N5 | N28 | S34 |

| N5 | N28 | S34 |

| M23 | L2 |

| M23 | L2 |

| N5 | N28 | S34 |

| N5 | N28 | S34 |

| N5 | N28 | S34 |

| N5 | N28 | S34 |

| N5 | N28 | S34 |

| N5 | N28 | S34 |

| N5 | N28 | S34 |

| N5 | N28 | S34 |

| G39 | N5 | \| \| |
|     |    |       |

|  |

| G39 | N5 | \| \| |
|     |    |       |

|  |

| I4 | R4 · t · p |

| I4 | R4 · t · p |

| I4 | R4 · t · p |

| I4 | R4 · t · p |

| I4 | R4 · t · p |

| I4 | R4 · t · p |

| I4 | R4 · t · p |

| I4 | R4 · t · p |

| G39 | N5 | \| \| |
|     |    |       |

|  |

| G39 | N5 | \| \| |
|     |    |       |

|  |

| I4 | R4 · t · p |

| I4 | R4 · t · p |

| I4 | R4 · t · p |

| I4 | R4 · t · p |

| I4 | R4 · t · p |

| I4 | R4 · t · p |

| I4 | R4 · t · p |

| I4 | R4 · t · p |